# Poggiare
Poggiare (o puggiare) è un termine usato in ambito velico. Significa allontanare la prua della barca dalla direzione da cui spira il vento. Il contrario di poggiare è orzare.
Tale manovra si compie generalmente agendo sul timone (elemento direzionale dell'imbarcazione), ma è possibile poggiare anche agendo sulla regolazione delle vele, dei pesi, della deriva (se la barca è dotata di deriva mobile).
In particolare la barca poggia se: la barra del timone viene spinta lontano dal boma, si avanza il centro velico rispetto al centro di deriva, si sbanda l'assetto della barca sopravento e a prua agendo sui pesi.
Se il vento gira verso la poppa dell'imbarcazione si dice che il vento dà buono o ridonda. In questa situazione la barca tenderà da sola ad accostare sopravento: dopo un primo momento transitorio, la barca ripristina il proprio angolo al vento originario. La barca quindi non è in grado di poggiare per effetto di un cambio della direzione del vento e non necessariamente un cambio di rotta della barca è determinato da una poggiata (o da una orzata).
Una barca poggia di più di un'altra barca se naviga nelle stesse condizioni con un maggior angolo al vento.